# 북극의 나누크
《북극의 나누크》(Nanook Of The North)는 1922년 미국에서 제작된 로버트 J. 플래허티 감독의 다큐멘터리 영화이다. 알라카리알락 등이 주연으로 출연하였고 로버트 플라어티 등이 제작에 참여하였다.

## 줄거리
이 다큐멘터리는 캐나다 북부 퀘벡의 웅가바 반도를 여행하고, 음식을 찾고, 무역을 하는 이누크, 나누크와 그의 가족의 삶을 따라간다. 나누크, 그의 아내 닐라 및 그들의 가족은 다른 종족이 살아남을 수없는 혹독함을 견디는 두려움없는 영웅으로 소개된다. 관객은 나누크가 종종 가족과 함께 해마를 사냥하고, 이글루를 짓고, 하루를 보내고, 다른 작업을 수행하는 것을 본다.

## 출연

### 주연
- 알라카리알락
- 닐라